# Karl Maria Herrligkoffer
Karl Maria Herrligkoffer (Schweinfurt, 13 giugno 1916 – Monaco di Baviera, 9 settembre 1991) è stato un medico tedesco, famoso per aver guidato spedizioni alpinistiche con pugno di ferro, rigore e disciplina militare, per quanto questo gli abbia attirato numerose critiche.

## Biografia
Si distinse in particolare per aver guidato la Spedizione alpinistica austro-tedesca al Nanga Parbat del 1953 che conquistò la vetta, grazie all'exploit di Hermann Buhl. Guidò successivamente ulteriori spedizioni alpinistiche, fra le quali di nuovo una nel 1970 al Nanga Parbat, alla quale parteciparono Reinhold Messner e suo fratello Günther, i quali raggiunsero la vetta per il difficile versante Rupal e che al rientro alla base registrò la morte di Günther Messner, sepolto da una valanga.